# Joakim Nätterquist
Dag Joakim Tedson Nätterqvist (født 24. oktober 1974 i Gamla Uppsala) er en svensk skuespiller.
Nätterqvist er uddannet fra Teaterhögskolan i Stockholm. Han har for eksempel spillet rollen som Arn Magnusson i Arn: Tempelridderen fra 2007.

## Udvalgt filmografi
- Aspiranterne (tv-serie, 1998)
- Nedtælling (2001)
- Tsatsiki - Venner for altid (2001)
- Skeppsholmen (tv-serie, 2004)
- Kommissionen (tv-serie, 2005)
- Arn: Tempelridderen (2007)
- Arn - riget ved vejens ende (2008)
- Livet i Fagervik (tv-serie, 2009)
- Viking (2016)
- Maria Wern (tv-serie, 2016-2018)
- Gåsmamman (tv-serie, 2019)
- Ronja Røverdatter (tv-serie, 2024)